# Ba nhà chia Tấn
Ba nhà chia Tấn (chữ Hán: 三家分晋 Tam gia phân Tấn) là kết quả cuối cùng của cuộc đấu tranh quyền lực trong nội bộ nước Tấn – bá chủ chư hầu thời Xuân Thu trong lịch sử Trung Quốc. Ba họ khanh đại phu mạnh nhất trải qua cuộc đấu tranh hơn 2 thế kỷ trở thành những lực lượng mạnh nhất và cùng nhau chia nước Tấn làm ba: Hàn, Triệu, Ngụy.

## Đấu tranh giữa các tư gia với công thất
Ba họ Hàn, Triệu, Ngụy ban đầu là những quan lại phục vụ dưới quyền vua nước Tấn. Do có công lao, họ được phong thưởng thực ấp và trở thành những thế lực quý tộc mới, cùng với các họ đại phu khác như Trí, Phạm, Trung Hàng gọi là "tư gia". Các họ tư gia cùng các quý tộc cũ là dòng dõi thân thích với vua nước Tấn như họ Loan, họ Khước, họ Hồ, họ Tiên... chia nhau nắm quyền chính giúp vua Tấn làm bá chủ chư hầu.
Để giành ngôi bá chủ và duy trì ngôi vị này sau đó, các vua Tấn nhờ vào đóng góp công trạng của các đại phu trong các hoạt động ngoại giao và quân sự. Thế lực của đại phu ngày càng lớn mạnh và vua Tấn ngày càng phải dựa nhiều vào họ. Năm 588 TCN, Tấn Cảnh công bắt đầu đặt ra Lục khanh cho 6 họ đại phu lớn: Trí, Phạm, Trung Hàng, Hàn, Triệu, Ngụy; đồng thời lập ra 6 đạo quân, mỗi đạo có 12.500 người.
Thế lực của các "tư gia" ngày càng lớn hơn và cuộc tương tranh với công thất ngày càng ác liệt. Khoảng năm 550 TCN, lục khanh liên minh diệt họ Loan – họ công thất lớn nhất, sau đó diệt họ Dương Thiệt và họ Kỳ. Vây cánh họ vua Tấn ngày càng yếu, không có ai giúp Tấn Khoảnh công.
Giữa các họ lục khanh dần dần nảy sinh mâu thuẫn. Năm 497 TCN thời Tấn Định công, bốn họ Triệu, Trí, Hàn, Ngụy mâu thuẫn với họ Phạm và Trung Hàng. Hai phe đánh nhau. Vua Tấn ban đầu ngả theo phe họ Phạm và Trung Hàng, sau thấy phe 4 họ mạnh lên bèn ngả theo phe bốn họ Hàn, Ngụy, Trí, Triệu. Tuân Dần (họ Trung Hàng) và Sĩ Cát Xạ (họ Phạm) thua trận phải bỏ chạy về thành Triều Ca.
Năm 494 TCN, bốn họ Ngụy, Hàn, Trí, Triệu hạ được thành Triều Ca. Tuân Dần và Phạm Cát Xạ chạy trốn sang Hàm Đan.
Năm 490 TCN, Triệu Ưởng lại hạ Hàm Đan, họ Phạm và Trung Hàng chạy sang Bách Nhân. Triệu Ưởng lại mang quân vây bức thành Bách Nhân, Tuân Dần và Phạm Cát Xạ chạy sang nước Tề. Từ đó quyền hành nước Tấn trong tay 4 họ thượng khanh Trí, Hàn, Triệu, Ngụy.
Trong số 4 họ thì họ Trí nắm quyền lớn nhất, có tước Bá, ba họ kia chỉ có tước Tử. Năm 458 TCN, bốn khanh tự ý lấy đất cũ của họ Phạm và họ Trung Hàng chia nhau làm ấp phong, không cần lệnh của Tấn Xuất công. Đất đai thuộc quyền Tấn Xuất công cai quản không bằng bốn nhà, vì vậy vua Tấn bất bình, sai sứ đi liên lạc với các nước Tề và Lỗ cầu viện tấn công 4 họ đại phu lộng quyền.
Tuy nhiên, tại các nước Tề và Lỗ lúc đó, quyền hành cũng nằm trong tay các quyền thần nên họ chỉ củng cố quyền lực mà không muốn giúp vua Tấn. Năm 452 TCN, bốn họ đại phu cùng nhau khởi binh chống lại Tấn Xuất công. Tấn Xuất công không chống nổi, phải bỏ chạy sang nước Tề rồi chết giữa đường.

## Ba họ diệt Trí bá
Sau khi Tấn Xuất công bỏ chạy ra nước ngoài và qua đời, Trí bá Tuân Dao muốn thôn tính cả nước Tấn nhưng chưa dám, bèn lập con của Cơ Kỵ là Cơ Kiêu lên ngôi, tức là Tấn Ai công.
Trong 4 họ đại phu, Trí bá mạnh nhất, nắm chính sự nước Tấn. Trí Bá muốn lần lượt thôn tính 3 họ kia để chiếm cả nước Tấn. Năm 455 TCN, Trí bá trước hết thực hiện kế "tằm ăn lá dâu", ra lệnh ép 3 họ kia cùng hiến đất để thôn tính dần, nhân danh vua Tấn ra lệnh trưng dụng đất đai và dân chúng mỗi nhà 100 dặm và số dân ở đó để chuẩn bị đánh nước Việt. Ba nhà kia biết Trí Bá có ý xấu song không thống nhất được cách đối phó. Hàn Khang tử là người đầu tiên bỏ ra 100 dặm đất và một vạn hộ khẩu cắt cho họ Trí, Ngụy Hoàn tử cũng phải cắt nhượng, riêng Triệu Tương tử không chịu. Trí bá Tuân Dao nổi giận, bèn hợp quân với họ Hàn và Ngụy đánh Triệu. Năm 455 TCN, Trí bá dẫn trung quân, họ Hàn dẫn hữu quân, họ Ngụy dẫn tả quân cùng tiến đánh Triệu. Triệu Vô Tuất thế yếu, phải rút về cố thủ ở Tấn Dương (nay là Thái Nguyên, tỉnh Sơn Tây).
Ba họ Trí, Hàn, Ngụy vây Tấn Dương hơn 1 năm chưa hạ được. Tuân Dao dẫn nước Tấn Thủy (sông Phần) rót vào thành. Nước ngập sắp tới mặt thành, dân chúng phải trèo lên mái nhà tránh lụt. Trong thành hết lương, rất nguy cấp, phải đổi con cho nhau ăn thịt. Trong tình hình đó, thủ hạ của Vô Tuất là Trương Mạnh Đàm bàn kế ly gián 2 họ Hàn, Ngụy với họ Trí.
Vô Tuất bèn cử Trương Mạnh Đàm nhân ban đêm bí mật trèo ra ngoài thành, đến trại Hàn Hổ và Ngụy Câu phân tích lợi hại, thuyết phục hai họ phản Trí Bá để tránh bị diệt trong tương lai. Hàn Hổ và Ngụy Câu vốn phải cắt đất cho Tuân Dao đã bất bình, lại vì đất phong của mình cũng có sông chảy qua nên sợ sau này sẽ chung cảnh ngộ như họ Triệu, nhân đó bèn đồng tình phản lại họ Trí.
Năm 453 TCN, ba họ Triệu, Hàn, Ngụy hợp binh đánh úp Tuân Dao, đánh bại quân họ Trí, giết chết Tuân Dao. Ba họ cùng nhau chia đất của họ Trí và nắm quyền nước Tấn.

## Cùng chia nước Tấn
Năm 440 TCN, Tấn Ai công chết, con là U công lên nối ngôi. Vua Tấn lúc đó chỉ còn đất Giáng và đất Khúc Ốc, còn lại đất đai đều thuộc về 3 họ Hàn, Triệu, Ngụy mà sử sách quen gọi là Tam Tấn. Trên thực tế 3 họ đã nắm quyền tự quyết, không còn theo mệnh lệnh hay cần tới danh nghĩa của vua Tấn nữa.
Chính vua Tấn phải đến triều kiến 3 họ chứ không phải 3 họ đến triều kiến vua Tấn.
Đất đai của vua Tấn đến thời U công ngày càng bị thu hẹp, mất về tay ba họ Hàn, Triệu, Ngụy. Tấn U công chỉ còn đất Giáng đô và đất Khúc Ốc.
Năm 403 TCN, theo sự thỉnh cầu của 3 họ, Chu Uy Liệt Vương chính thức phong cho 3 thượng khanh họ Hàn, Triệu, Ngụy làm chư hầu ngang hàng với vua Tấn.
Ba nhà chia Tấn là sự kiện lịch sử mở đầu của bộ sách Tư trị thông giám của Tư Mã Quang thời Bắc Tống. Tư Mã Quang cho rằng quyết định phong chư hầu của Chu Uy Liệt Vương là sai lầm, tự mình phá hoại kỷ cương và danh phận của một xã hội phong kiến có đẳng cấp; nếu vua Chu từ chối, sẽ có vị bá chủ chư hầu đứng ra thảo phạt 3 nhà Hàn, Triệu, Ngụy.
Các sử gia hiện đại cho rằng quan niệm của Tư Mã Quang là viển vông, không thực tế, không nhìn ra được sự thật là lớp quý tộc mới có chiến công và thực lực mạnh mẽ đã đủ khả năng lật đổ một quân vương mục nát (Tấn) là một tất yếu của lịch sử. Cục diện khi đó cho thấy chưa có chư hầu nào đủ khả năng đứng ra "thảo phạt 3 nhà" như Tư Mã Quang mong muốn: nước Tề trong tay quyền thần họ Điền, sắp có ý định làm chuyện cướp ngôi như 3 nhà ở nước Tấn, nước Tần ở phía tây trước biến pháp Thương Ưởng chưa đủ thực lực tiến sang phía đông, nước Sở ở phía nam đã suy yếu từ khi bị Ngô Hạp Lư đánh bại (506 TCN), nước Yên không đủ mạnh, nước Việt sau thời Câu Tiễn cũng đã suy; thực tế cho thấy đầu thời Chiến Quốc, chính Ngụy mới thành lập là nước cường thịnh nhất, vì vậy khả năng một nước "bá chủ" đủ thực lực đứng ra thảo phạt cả ba nhà Hàn, Triệu, Ngụy càng không thực tế. Sự kiện 3 nhà được phong từ thượng khanh lên chư hầu trở thành một sự kiện lịch sử thay đổi rất lớn lao khi đó.
Từ đó trên lãnh thổ nước Tấn cũ có 4 nước cùng tồn tại là Tấn, Hàn, Triệu, Ngụy. Thực lực của Tấn Liệt công lúc đó đã rất suy yếu.
Theo Sử ký, Tấn thế gia, năm thứ hai đời Tấn Tĩnh công, tức là năm 376 TCN, vua ba nước Hàn Ai hầu, Triệu Kính hầu và Ngụy Vũ hầu cùng nhau diệt nước Tấn. Tấn Tĩnh công mất nước.
Năm 359 TCN, Hàn cùng Triệu và Ngụy chia đất Tấn, đưa vua Tấn ra đất Đoan Thị.
Năm 349 TCN, Triệu Túc hầu lên ngôi đã chiếm nốt đất Đoan Thị ăn lộc của vua Tấn, đày Tấn Tĩnh công ra đất Đồn Lưu.
Ba nhà chia nhau làm vua chư hầu trên đất Tấn, từ thời Chiến Quốc vẫn dùng khái niệm "Tam Tấn" để gọi chung 3 nước này.